# Moja bogda sna
Moja bogda sna är debut-soloalbumet av den bosniska sångaren Dino Merlin. Det gavs ut år 1993 och innehåller 10 låtar.

## Låtlista
| Nr  | Titel                                   | Längd |
| --- | --------------------------------------- | ----- |
| 1.  | Moja Bogda Sna                          | 5:41  |
| 2.  | Prokletog Me Bog Stvorio                | 5:52  |
| 3.  | Šta Će MI Sad Ljubav?                   | 3:37  |
| 4.  | TI I Ja (SarajevskI VelIkI Park)        | 5:22  |
| 5.  | Ako Me Ikada Sretneš                    | 4:52  |
| 6.  | Da Se Kući Vratim                       | 4:29  |
| 7.  | Ostat Će Istine Dvije (Kao Nikad Prije) | 3:51  |
| 8.  | Zaboravi                                | 3:51  |
| 9.  | Poljubih Te Sinoć                       | 4:55  |
| 10. | Vojnik Sreće                            | 3:50  |